# قسم كفشكنان الريفي (مقاطعة بهمئي)
قسم کفشکنان الريفي (بالفارسية: دهستان کفشکنان) هي منطقة ريفية تقع في إيران في قسم. يقدر عدد سكانها بـ 1,679 نسمة .